# José Cuesta Monereo
José Cuesta Monereo (Jaén, 1895 - Madrid, 7 de octubre de 1981) fue un militar español que desempeñó un papel muy destacado en el golpe de Estado de julio de 1936 en Sevilla. Se le considera el cerebro del mismo aunque el que asumió el mando fue el general Queipo de Llano.

## Biografía
José Cuesta Monereo era militar de carrera, diplomado en Estado Mayor.
En febrero de 1936 se encontraba destinado en Sevilla, en la II División Orgánica, como comandante de Estado Mayor. A partir de ese momento, y ya definitivamente en abril-mayo, se convirtió en el "director" de la conspiración militar para Sevilla y su provincia. A pesar de la posterior adhesión del general Queipo de Llano y de la propaganda franquista que lo elogiaba como gran artífice, Monereo fue el verdadero cerebro del golpe de Estado de julio de 1936 en Sevilla. La mañana del 18 de julio, junto a Queipo de Llano, Cuesta Monereo fue uno de los oficiales que se sublevó y arrestó al comandante de la II División, el general Villa-Abrille, tras lo cual dio comienzo a la sublevación militar. Cuesta también fue uno de los encargados de supervisar y publicar el bando de guerra. Sus labores también se ampliaron a otros ámbitos. Por ejemplo, unos meses después, en septiembre, emitió varias instrucciones para que en la prensa no apareciera información relacionada con la represión que estaban llevando a cabo los sublevados.
Posteriormente, en diciembre de 1936, habilitado ya como teniente coronel, Queipo lo promovió a jefe de Estado Mayor del Ejército del Sur, cargo que desempeñaría el resto de la guerra.
Durante la Dictadura franquista ocupó puestos destacados: fue gobernador militar del Campo de Gibraltar, capitán general de Baleares y logró el culmen de su carrera cuando fue nombrado jefe del Estado Mayor Central, ascendiendo al rango de teniente general y pasando a situación de reserva en 1961. Estuvo muy ligado a la ciudad de Sevilla.
Falleció en 1981, siendo enterrado en la capital hispalense.
| Predecesor: Antonio Alcubilla Pérez | Jefe del Estado Mayor Central del Ejército 23 de abril de 1959 - 5 de diciembre de 1961 | Sucesor: Valero Valderrábanos Samitier |